# Brianna Rollinsová
Brianna Rollinsová-McNealová (* 18. srpna 1991 Miami) je americká sportovkyně, atletka, olympijská vítězka a mistryně světa v běhu na 100 m překážek z roku 2013.

## Kariéra
Na mistrovství světa v Moskvě v roce 2013 zvítězila v běhu na 100 metrů překážek časem 12,44. Její osobní rekord, vytvořený 22. června téhož roku, má hodnotu 12,26.
Životního úspěchu dosáhla na Olympijských hrách v Riu de Janeiru v roce 2016 (kam se neprobojovala její největší soupeřka Kendra Harrisonová (světová rekordmanka 12,20), kde zvítězila v čase 12,48 (0,0 vítr).
Na sklonku sezóny 2016 byla na jeden rok diskvalifikována kvůli trojnásobnému nedostavení k antidopingovému testu. Z tohoto důvodu nemohla v roce 2017 startovat na mistrovství světa v Londýně.
V červnu 2021 byla od Jednotky pro bezúhonnost atletiky (AIU) potrestána pětiletým zákazem startu za opětovné porušení dopingových pravidel. Rollinsová-McNealová se odvolala ke sportovnímu arbitrážnímu soudu, který však její odvolání zamítl a trest potvrdil.